# Рябушинский, Дмитрий Павлович
Дмитрий Павлович Рябушинский (1882—1962) — русский и французский учёный-гидроаэродинамик, создатель первого в Европе Аэродинамического института в своём имении Кучино, президент Русского философского общества и Ассоциации по сохранению русских культурных ценностей за рубежом. Член-корреспондент Французской академии наук (1935), доктор наук (Сорбонна, 1920), один из основателей и профессор Русского высшего технического училища во Франции.

## Биография
Сын старообрядца-промышленника Павла Михайловича Рябушинского из династии Рябушинских.
Окончил Московскую практическую академию коммерческих наук с золотой медалью (1901).
В 1904 году при содействии Н. Е. Жуковского, который числился почётным сотрудником, создал и возглавил первый в мире Аэродинамический институт в своём имении Кучино под Москвой. На оборудование института он потратил в первый год 100 тысяч рублей и затем 36 тысяч рублей ежегодно.
«Бюллетень Аэродинамического института в Кучине» издавался в 1906—1920 годах (5 выпусков до 1914 года в России и шестой выпуск в Париже, все на французском языке). С 1908 по 1912 год учился в Московском университете. Дополнительную подготовку проходил на кафедре теоретической и практической механики, возглавлявшейся Н. Е. Жуковским, и в 1916 году Рябушинский получил степень магистра. С 1916 года — в должности приват-доцента университета вёл курсы теории упругости и аэродинамики. В 1916—1917 годах академическом году сделал три научных доклада в Московском математическом обществе.
В апреле 1918 года по просьбе Рябушинского Аэродинамический институт был национализирован (в 1921 году переименован в Московский институт космической физики и затем стал частью Государственного научно-исследовательского геофизического института). В октябре 1918 года после краткосрочного ареста Петроградским ЧК уехал в эмиграцию в Данию, в 1919 году переехал во Францию. Без французского гражданства, которое он не хотел принимать, продолжая считать себя русским, и сохраняя «нансеновский» паспорт русского эмигранта до своей кончины, Рябушинский испытал много трудностей. С 1923 года прочёл свыше десяти курсов лекций в Сорбонне, но лишь в качестве «приглашённого иностранного учёного».
Президент Русского философского общества и Ассоциации по сохранению русских культурных ценностей за рубежом. Опубликовал более 200 научных работ. Один из основателей Русского высшего технического училища во Франции: с 1931 года профессор этого училища, заведующий кафедрой теоретической механики.
В 1932 году за экспериментальные исследования получил премию А. Базена от Парижской академии наук, а в 1935 году был избран (по представлению Анри Вийя) её членом-корреспондентом.
Из сопроводительной записки Д. П. Рябушинского по случаю 220-летия Академии наук СССР (1945) президенту Академии:

За 27 лет пребывания вне пределов нашей Родины, я неизменно преследовал две цели: 1 — участие, по мере моих сил, в увеличении русского вклада в мировую науку, 2 — хранение, отстаивание значения и содействие увеличению, несмотря ни на какую преходящую обстановку, наших отечественных культурных ценностей.

Скончался Дмитрий Павлович Рябушинский в Париже 22 августа 1962 года. Прах покоится на кладбище в Сент-Женевьев-де-Буа под Парижем.

Памятник Дмитрию Павловичу Рябушинскому в городе Железнодорожный

## Память
Часто встречающееся утверждение о том, что имя Дмитрия Павловича на протяжении свыше полувека было в России под запретом, не вполне справедливо. Так, имя Рябушинского как автора пи-теоремы упоминалось в обзорах по истории теории размерностей (с соответствующим цитированием) ещё в 1945 году. Кавитационная схема Рябушинского описывается (также с соответствующим цитированием) в советских монографиях по теории струй, а парадокс Рэлея — Рябушинского подробно обсуждается в известной монографии Л. И. Седова.
В 1950 году был снят советский биографический фильм «Жуковский» режиссёров Всеволода Пудовкина и Дмитрия Васильева. В нём Рябушинский (в исполнении Михаила Названова) изображён как алчный, высокомерный и непорядочный предприниматель.

В сентябре 1994 года в России было отпраздновано 90-летие основания Кучинского аэродинамического института — с приглашением из Западной Европы и США потомков Д. П. Рябушинского — младшей дочери Дмитрия Павловича — Александры Дмитриевны Пакраван-Рябушинской (Швейцария) и её детей из Франции, США и Швейцарии.
31 октября 2011 года в городе Железнодорожный открыт памятник Дмитрию Павловичу Рябушинскому, работы скульптора Сергея Александровича Ялоза.
Ряд мемориальных вещей о Рябушинском поступил в дар от Г. К. Михайлова.